# Поездка по кривой дороге
«Поездка по кривой дороге» (англ. Drive a Crooked Road) — фильм нуар режиссёра Ричарда Куайна, который вышел на экраны в 1954 году.
Фильм поставлен по истории канадского писателя Джеймса Бенсона Набло (англ.  James Benson Nablo) «Человек за рулём» (англ. The Wheel Man). Фильм рассказывает об автомеханике и гонщике Эдди Шенноне (Микки Руни), которого двое преступников с помощью привлекательной женщины Барбары Мэтьюз (Дайан Фостер) склоняют к участию в банковском ограблении, так как для реализации плана им нужен высококлассный водитель. План преступников реализуется идеально, однако Эдди слишком сильно привязывается к Барбаре, которая также начинает сочувствовать ему. Это приводит к острому противостоянию, в результате которого Эдди не только уходит от смертельной угрозы, но и убивает обоих преступников.
Критики сдержанно оценили картину, положительно оценив её простоту и убедительность, а также игру Микки Руни, однако обратили внимание на слабость её художественной мощи.

## Сюжет
Во время одной из региональных автогонок в Лос-Анджелесе Стив Моррис (Кевин Маккарти) и Гарольд Бейкер (Джек Келли) обращают внимание на местного гонщика Эдди Шеннона (Микки Руни), невысокого ростом, застенчивого парня, у которого нет ни семьи, ни близких друзей. Эдди живёт в скромной съёмной комнате, которая заставлена завоёванными им кубками на региональных соревнованиях, и работает механиком в дорогой автомастерской. Рослые и гиперсексуальные коллеги постоянно подсмеиваются над ростом и стеснительностью Эдди в отношениях с женщинами. Лишь его друг Ральф (Гарри Ландерс) защищает Эдди от насмешек коллег. Однажды в мастерскую приезжает чрезвычайно привлекательная молодая женщина Барбара Мэтьюз (Дайан Фостер), которая просит менеджера, чтобы Эдди починил её автомобиль. Когда после ремонта Эдди доставляет автомобиль Барбаре домой, она сообщает, что отправляется на пляж и приглашает Эдди с собой. Поначалу он робеет и отказывается, однако вечером после работы неожиданно приезжает на пляж. Его замечает Барбара, которая знакомит его со своим другом Стивом Моррисом, бизнесменом из Нью-Йорка, который уже три недели отдыхает в прибрежном доме в Санта-Монике. Стив вскоре удаляется, а Эдди начинает рассказывать Барбаре об автомобилях, однако, подумав, что ей это может быть не интересно, смущается и замолкает. Барбара советует ему быть поуверенней в себе, и при расставании просит его позвонить. Вечером, набравшись храбрости, Эдди звонит Барбаре, а на следующий день на работе начинает держаться с коллегами значительно уверенней. Вечером он приезжает к Барбаре домой, которая расспрашивает его об увлечениях и о его мечте. Эдди говорит, что работа механика ему нравится и вполне устраивает, однако он мечтает принять участие в крупных европейских автогонках. Раздаётся звонок от Стива, который приглашает Барбару в свой дом на вечеринку, и она берёт Эдди с собой. На вечеринке, организованной совместно с Гарольдом Бейкером, Стив уединяется с Эдди, расспрашивая его о различных типах гоночных машин и о том, может ли Эдди сделать из обычного автомобиля хорошую гоночную машину. После вечеринки, когда Эдди провожает Барбару домой, она говорит, что Стив хороший бизнесмен, и, работая с ним, можно заработать денег. После ухода Эдди к Барбаре приезжает Стив, который обнимает и целует её, однако она сдержанно реагирует на его ласки. Барбаре жаль Эдди, которого она считает порядочным парнем. Она просит Стива ещё раз подумать, может быть, стоит оставить Эдди в покое, так как они его погубят. Однако Стив отвечает, что уже поздно что-либо менять, так как Эдди уже влюбился в Барбару и попался на крючок. Барбара говорит, что для Эдди это будет очень тяжело, на что Стив отвечает, что зато он реализует свою мечту и сможет участвовать в гонках.
На следующий день Стив звонит Эдди и приглашает его к себе домой, где дверь ему открывает Гарольд. Выяснив, что для участия в европейской гонке Эдди необходимо как минимум 15 тысяч долларов, которые он сможет заработать нескоро при заработке 3-4 тысячи долларов в год, Стив предлагает ему решить этот вопрос за один день. Он готов заплатить Эдди 15 тысяч долларов, если тот проедет 18 миль по кривой просёлочной дороге менее, чем за 20 минут. Эдди не верит в такое щедрое предложение, и просит Стива пояснить, после чего тот говорит, что им с Гарольдом нужен хороший гонщик, который сможет быстро вывезти их с места ограбления банка в Палм-Спрингс. Эдди принимает слова Стива сначала за розыгрыш, а, поняв, что разговор серьёзный, категорически отказывается. Перед его уходом Стив предлагает ему переговорить сначала с Барбарой, прежде чем принимать окончательное решение. Стив приезжает к Барбаре, которая говорит, что не желает ему ничего плохого. Вместе с тем, участие в этом деле позволит ему реализовать свою мечту, а заодно поможет и ей, так как ей тоже очень нужны деньги. Она признаётся, что знала о плане Стива с самого начала. Расстроенный Эдди всё равно отказывается, и прощается с Барбарой, полагая, что их отношениям пришёл конец. Он мучается всю ночь, не зная, как ему поступить, но в конце концов звонит Барбаре, однако она говорит с ним подчёркнуто холодно. В конце концов, он не выдерживает и приезжает к ней домой, соглашаясь принять участие в ограблении. Затем он направляется к Стиву, давая ему своё согласие. Стив сразу же начинает подготовку Эдди. Он показывает ему киноплёнку, на которую заснял весь путь, которым должен проехать Эдди, а также раскрывает ему продуманный до мелочей план ограбления. Затем он показывает Эдди обычный автомобиль, который тот должен переделать в машину с гоночными характеристиками. На прощание Стив просит Эдди не общаться пока с Барбарой с тем, чтобы в случае неудачи она бы не пострадала. После работы Эдди начинает готовить машину, одновременно раз за разом просматривая плёнку со съёмкой дороги. Стив даёт ему последние указания, напоминая, что у него всё рассчитано по минутам, и главная задача Эдди — успеть проехать то место, где полиция выставит блокпост. Накануне дела Эдди заходит к Барбаре, заявляя, что делает это только ради неё, на что она отвечает, что «и для себя тоже». После его ухода Барбара жалеет его и плачет.
В соответствии с планом Стива утром он, Гарольд и Эдди подъезжают к дому банковского кассира, которого сопровождают до дверей банка. Когда кассир заходит внутрь, Гарольд берёт пистолет и направляется вслед за ним, а Стив и Эдди ждут в машине. Через несколько минут, ещё до появления сотрудников банка Гарольд выходит с сумкой денег, после чего Эдди заводит машину, три минуты осторожно проезжает по городу, а затем, выскочив на просёлочную дорогу, гонит машину на полной скорости, успевая проехать в нужное время. Поздно вечером Эдди пытается дозвониться до Барбары по телефону, а утром приходит к ней домой, обнаруживая, что она уехала. Тем временем Барбара встречается со Стивом в его домике, где он передаёт её билет на самолёт до Нью-Йорка, назначая встречу в условленном месте неделю спустя. Стив обещает ей счастливую жизнь благодаря 67 тысячам долларов, которые они похитили из банка, однако Барбара говорит, что жалеет Эдди и не может его забыть. В этот момент раздаётся звонок, и Барбара прячется в спальне. Появляется Эдди, который требует сказать, куда так неожиданно исчезла Барбара, на что Стив отвечает, что ему ничего не известно. В этот момент Барбара не выдерживает и входит в гостиную, показывая Стиву билет до Нью-Йорка и сообщая, что участвовала в плане ограбления с самого начала. Она говорит, что не любит его и никогда не любила, и занималась этим делом только ради денег, советуя Эдди забрать свою долю и отправляться домой. Когда Эдди выбегает из дома, Стив заявляет, что Барбара всё испортила, и теперь Эдди пойдёт в полицию. Стив даёт Гарольду пистолет и просит того разобраться с Эдди. Гарольд догоняет того на улице, и, угрожая оружием, заставляет сесть за руль автомобиля. Когда они едут по набережной, Эдди резко выворачивает руль и сбрасывает машину в глубокий кювет. Автомобиль переворачивается и падает на крышу, Гарольд гибнет на месте, а слегка потрясённый Эдди выбирается из салона, забирает пистолет Гарольда и убегает. Машину скоро обнаруживают полицейские, быстро выясняя, что она принадлежит Стиву. Они также находят тело Гарольда, понимая, что водитель сбежал. Тем временем, Барбара, которая уже ненавидит и боится Стива, выбегает из дома, однако Стив её вскоре догоняет на пляже и начинает избивать. В этот момент появляется Эдди, и, угрожая оружием, требует, чтобы Стив отпустил Барбару. Не веря, что Эдди будет стрелять, Стив набрасывается на него и бьёт, в этот момент Эдди производит выстрел и убивает Стива. Прибывшая вскоре полиция находит Эдди, который утешает рыдающую Барбару.

## В ролях
- Микки Руни — Эдди Шеннон
- Дайан Фостер — Барбара Мэтьюз
- Кевин Маккарти — Стив Норрис
- Джек Келли — Гарольд Бейкер
- Гарри Ландерс — Ральф
- Джерри Пэрис — Фил
- Пол Пичерни — Карл
- Дик Крокет — Дон
- Пегги Мэйли — Мардж (в титрах не указана)

## Создатели фильма и исполнители главных ролей
По словам историка кино Пола Мэвиса, Ричард Куайн был «грамотным режиссёром в основном приятных, но непритязательных фильмов студии Columbia», таких как «Моя сестра Эйлин» (1955), «Колокол, книга и свеча» (1958), «Тридцать три несчастья» (1962) и «Отель» (1967). Дуэт Куайна и сценариста Блейка Эдвардса работал над такими комедиями с участием Микки Руни, как «Без звука» (1952) и «Все на берег» (1953). Сценарист Блейк Эдвардс впоследствии стал знаменитым режиссёром благодаря романтической комедии «Завтрак у Тиффани» (1962) и серии комедийных детективов «Розовая пантера».
Как отмечает киновед Джефф Стаффорд, «в юношеском возрасте Микки Руни был одной из самых популярных и плодовитых звёзд студии Metro-Goldwyn-Mayer». Когда ему стало за 30 и его кассовые показатели пошли вниз, студия сразу же разорвала с ним контракт. В результате «с таких шикарных фильмов, как „Летние каникулы“ (1948) и „Слова и музыка“ (1948) он перешёл на фильмы категории В, такие как „Большое колесо“ (1949) и „Зыбучий песок“ (1950), продюсером которых была низкобюджетная компания Samuel H. Stiefel Productions». На протяжении 1950-х годов карьера Руни по-прежнему шла по нисходящей. Несмотря на разочарование актёра тем, что ему не предлагают более качественный материал, некоторые его работы в жанровом кино, особенно, в криминальных триллерах и мелодрамах, таких как «Стрип» (1951) и «Большой босс» (1959) были очень хороши, а некоторые достигли культового статуса, среди них гангстерская лента Дона Сигела «Малыш Нельсон» (1957). Кроме того, в 1957 году он был удостоен «Оскара» за роль второго плана в военной ленте «Дерзкий и смелый» (1956). В последующие десятилетия в карьере Руни снова были взлёты и падения, в частности, он достиг очередного пика с номинацией на «Оскар» за роль второго плана в приключенческом семейном фильме «Чёрный жеребец» (1979).

## Название фильма
Рабочими названиями этого фильма были «Маленький гигант» (англ.  Little Giant), «Джонни — богач» (англ.  Johnny Big Shot) и «Гонщик Шеннон» (англ. Speedy Shannon).

## Оценка фильма критикой

### Общая оценка фильма
Критики отметили простоту и убедительность картины, а также хорошую игру Микки Руни в роли главного героя, однако многие посчитали, что фильм не обладает достаточной художественной силой. По словам современного историка кино Джеффа Стаффорда, это «скромный, но плотно поставленный фильм нуар среднего периода творчества Руни… Сюжет этой картины повторял многие другие нуары, в которых обычного парня склоняет к преступлению роковая женщина». Хотя, по мнению критика, «это ни в какой мере не забытый шедевр, тем не менее это быстрый и увлекательный фильм категории В». Как далее отмечает Стаффорд, фильм «нравился и самому актёру». В автобиографии «Жизнь слишком коротка» Руни, в частности, написал: «В 1954 году я сделал третью картину по моему контракту на три фильма со студией Columbia, фильм „Поездка по кривой дороге“. Блейк Эдвардс написал потрясающий сценарий об автомеханике, который попадает в руки грабителей банков. Фильм получил хорошие отзывы».
Как отметил современный киновед Блейк Лукас, «в 1950-е годы экспрессионистская постановка света и камеры, определявшая фильм нуар 1940-х годов, уступила место скромному стилю, примером чего является этот фильм. История развивается ясно и прямо, используя реалистичность натурных съёмок, таких как пляж Малибу и улицы Лос-Анджелеса, а также скромные интерьеры с минимальным декором. Квартира Эдди выражает его мечты о гоночных трофеях, которые он выставляет напоказ, оставаясь неприметным почти во всех остальных смыслах». Как далее пишет Лукас, «непретенциозный характер этого фильма можно ошибочно принять за отсутствие или нехватку у него художественной энергии». Между тем, подобные картины строятся на темах, «взятых из тёмных углов нуарового мира, вынося их на солнечный свет, где человеческая натура остаётся столь же коррумпированной, как и во мраке. Обречённый нуаровый герой в исполнении Руни вызывает ещё большую жалость, потому что он, будучи самым обычным человеком, страдает от самого простого отчужденного эмоционального состояния гетеросексуального одиночества». По словам Лукаса, «самый сильный эпизод картины показывает, как Эдди крутится в своей кровати после того, как Барбара отказывается его видеть. Это краткий, но запоминающийся момент». Как отмечено в рецензии журнала TV Guide, это «крепко сделанный фильм нуар с Руни, который страдает от универсального эмоционального состояния многих нуаровых героев — от одиночества».
Спенсер Селби отметил этот фильм, который рассказывает об «автомеханике, играя на амбициях которого сладострастная женщина вовлекает его в ограбление», Леонард Молтин в свою очередь описал картину как «неторопливый фильм об автомеханике, который мечтает стать чемпионом в автогонках, однако во многом благодаря своей подружке становится игрушкой в руках гангстеров». Хэл Эриксон отметил, что «ни разу не оправдывая их действия, фильму удаётся вызвать массу зрительских симпатий по отношению к несчастным герою и героине».
Кинокритик Пол Мэвис называет картину «аккуратным, грустным маленьким нуаром, который срывается с катушек перед финишным флажком». Мэвис считает, что фильм «интересен по теме», однако «слабо сделан» и явно перехвален современными критиками. Картина предлагает «чистый, непретенциозный подход, который хорошо сочетается с убедительной неврастенической игрой Руни в главной роли», при этом «первая часть фильма тщательно продуманная и умная, а окончание — крайне неудовлетворительное». В целом, по мнению критика, это «приятно сдержанный и суровый нуар, но не классика малого нуара, как считают многие обозреватели». По мнению Дениса Шварца, это «довольно слабый фильм нуар», который «наиболее силён в передаче одиночества и изолированности Эдди», единственной мечтой которого является участие в крупных международных автогонках, «пока в его жизнь не входит героиня Фостер». При этом, «несмотря на его недальновидность Эдди представлен в симпатичном свете». Как отмечает Шварц, «именно простота и непретенциозность этой истории делают её убедительной, но не делают блестящей».

### Оценка работы режиссёра и творческой группы
Гленн Эриксон, особенно выделяет работу режиссёра Ричарда Куайна, который «очень хорош в работе с актёрами и со сценарием Блейка Эдвардса», а также «звезду фильма Микки Руни, который доказывает, что способен вынести на своих плечах эту скромную криминальную картину столь же блестяще, как и свои старые мюзиклы MGM». Эриксон также отмечает «мастерское использование натуры Лос-Анджелеса. Мы видим дом на пляже Малибу и голливудскую квартиру героини на Орандж-авеню прямо у Франклин-авеню и за Китайским театром Граумана». Кроме того, «убедительно показана гонка по отдалённым пустынным дорогам в Палм-Спрингс». Единственным разочарованием, по мнению киноведа, стал «непроработанный эпизод с ограблением», а также «последующий отход», который проходит настолько гладко, что создаётся впечатление, что «что преступники могли бы скрыться и на обычном загородном автобусе». Однако, как отмечает Эриксон, «финальное противостояние всё компенсирует в полной мере».
По мнению Мэвиса, завязав «депрессивный, интригующий маленький треугольник, фильм сбивается с курса, когда пытается следовать правилам экшна. Такому фильму нужно какое-то движение, однако здесь ничего не выходит. Длительная подводка к ограблению сводится к тому, как камера необъяснимо стоит на месте, фиксируя лишь долгие ответные выстрелы, но не показывая само ограбление. Ещё более разочаровывает главная сцена картины — неистовая гонка Руни в пустыне, когда ничто не мешает плану грабителей. В результате побег проходит без запинки и без особого возбуждения. Вероятно, по мнению авторов, отношения и характеры здесь важнее, чем ограбление и гонка на машине, однако это не подходит для фильмов категории В, которые сначала обеспечивают напряжённость, а затем уж мысли», — пишет Мэвис. Как далее отмечает киновед, «Куайн был больше известен своей работой с актёрами, чем с визуальными смыслами. Не отличается в этом плане и этот фильм с его плоским, скучным, прямолинейным визуальным рядом — не красивым, и не наполненным информацией — который мало что говорит зрителю». Режиссеру «не удаётся обеспечить визуальный облик нуара, а в обрубленном финале нет фаталистической силы, что неудовлетворительно для нуарового триллера».

### Оценка актёрской игры
По мнению Гленна Эриксона, Руни «потрясающ здесь в роли разрывающегося на части противоречивого парня, который пытается справиться с чувством собственной неполноценности. Наше переживание за судьбу персонажа постоянно нарастает, чему способствует то, что сценарий избегает нереалистичного сюжетного развития». Мэвис отмечает, что «Руни обладает способностью точно изобразить неумолимо грустного, одинокого персонажа, классического нуарового простака, который наполовину знает, что с ним играют, но которому это всё равно, если возникает человеческий контакт — даже криминальный… Игра Руни ненавязчиво убедительна». Как пишет Стаффорд, «в отличие от чрезмерности ролей в таких фильмах, как „Огненный шар“ (1950) и „Атомный ребёнок“ (1954), Руни впечатляет здесь своей сдержанностью и достоверностью, выдавая тонкую, нюансированную игру в качестве одиночки из рабочего класса, страдающего проблемами с самооценкой». По мнению Майкла Кини, «Руни выдаёт на удивление чувственную игру в качестве влюблённого автомеханика, а Фостер отлична в роли роковой женщины, угрызения совести которой могут стоит Руни жизни».
Мэвис вообще считает наиболее интересным персонажем фильма Барбару в исполнении Фостер. Это, по словам критика, «далеко не клишированная нуаровая паучиха, роковая женщина, плохая от начала и до конца без какого-либо морального исправления». Наоборот, «Барбара предстаёт мучительно противоречивой девушкой. Демонстрируя свои эмоциональные колебания, Фостер выстраивает хрупкий, но убедительный образ». У зрителя не возникает сомнений по поводу того, «что ей действительно жаль „одинокого маленького зверька“ Эдди… и одновременно зритель принимает и то, что в первую очередь она хочет получить деньги для хорошей жизни», не задумываясь о той суровой участи, которая ожидает Эдди. Как далее пишет Мэвис, «к концу фильма роковая женщина окончательно превращается в хорошую девушку. Она чувствует себя ужасно в отношении того, что они сделали с Эдди и она ненавидит Маккарти,… но всё равно она остаётся с ним».
Гленн Эриксон назвал Фостер «красавицей», Хэл Эриксон также обратил внимание на её «притягательность и сексуальность», а Стаффорд написал, что «неотразимую роковую женщину играет Дайан Фостер, крайне привлекательная и талантливая актриса, которая так и не поднялась до звёздного статуса, несмотря на впечатляющую игру в фильмах нуар „Плохие друг для друга“ (1953) и „Братья Рико“ (1957)».
Блейк Лукас отметил, что Дайан Фостер и Кевин Маккарти «более практичны и разумны в своём спокойном коварстве по сравнению с аналогичными нуаровыми персонажами 1940-х годов. Фостер играет так, как будто Барбара по-настоящему сожалеет по поводу уничтожения Эдди, хотя, вероятно, ничто не могло бы заставить её поступить по-другому». По мнению Мэвиса, «Стив в исполнении Маккарти, как всегда, красив, лицемерен и обаятелен», что позволяет ему сексуально контролировать Барбару — «всё, что он должен сделать, чтобы успокоить ее моральные протесты, — это поцеловать ее, и она снова послушна». Стаффорд также отмечает, что «Кевин Маккарти и Джек Келли усиливают драматический вес истории в качестве мягких и спокойных злодеев».